# Jorge Holguín
Jorge Holguín est un militaire et homme d'État colombien, né le 30 octobre 1848 à Cali et mort le 2 mars 1928 à Bogota. Il est président de la République à deux reprises, entre le 27 juillet et le 4 août 1909 et entre le 11 novembre 1921 et le 7 août 1922.